# Esteban (obispo de Zamora)

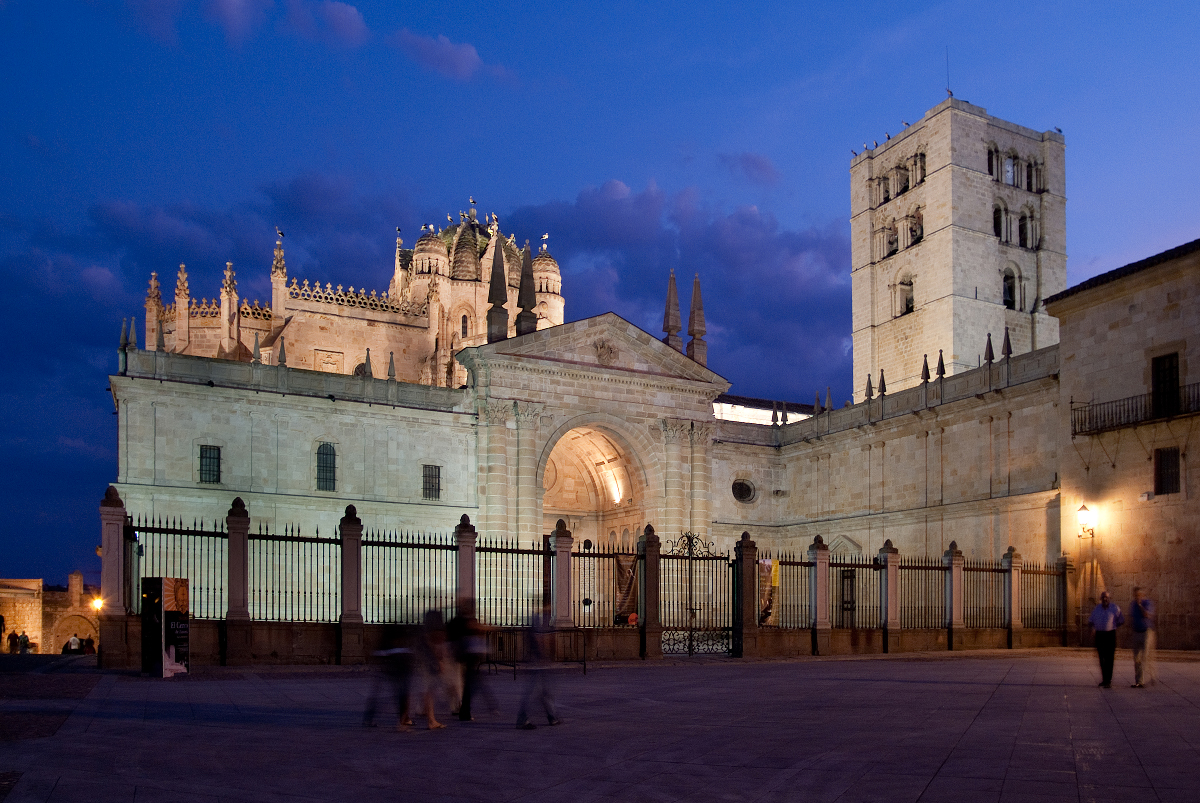
La Catedral de Zamora.

Esteban (1150-1174) fue uno de los primeros obispos de la diócesis de Zamora. Bajo el patrocinio de Alfonso VII de León fue uno de los fundadores de la Catedral de Zamora. El sucesor en el cargo es Guillermo. 